# Felixlândia
Felixlândia är en kommun i Brasilien.   Den ligger i delstaten Minas Gerais, i den sydöstra delen av landet, 500 km sydost om huvudstaden Brasília. Antalet invånare är 14 121.
Omgivningarna runt Felixlândia är huvudsakligen savann. Runt Felixlândia är det glesbefolkat, med 16 invånare per kvadratkilometer.